# Сержант
Сержант (във флота: старшина I степен) (на френски: sergent; на латински: serviens, служещ) е военно звание на най-младши командир (подофицер) в състава на военните сили на много страни.
| Военни звания          |         |                        |
| младши: Младши сержант | Сержант | старши: Старши сержант |

## История
За първи път се споменава за сержант през XI век в Англия. По това време сержанти са назовавани специални землевладелци, служещи при рицарите.
През XII век в Англия сержанти също така наричали служещи, които изпълнявали полицейски функции.
На по-късен етап сержант се използва от XV век във Франция, а след това и в германската и английската армия.
В средните векове в западноевропейските наемни и постоянни армии съществували няколко вида сержантски длъжности:
- сержант на рота;
- сержант на полк (или сержант-майор) – по-късно се превръща в майор;
- генерал-сержант-майор – по-късно преименуван в генерал-майор.

В Българската армия сержант (във ВМС – старшина I степен) е второто поред звание сред сержантския състав. В миналото се е използвало еквивалентното звание подофицер в съществуващата система от Военни звания на Българската войска в Царство България от 1878 до 1946 г.